# Wahlkreis Aberdeen South (House of Commons)
| Aberdeen South      |
| ------------------- |
| Aberdeen South      |
| Gebildet            |
| 1885                |
| Abgeordneter        |
| Stephen Flynn (SNP) |
| Regionen            |
| Aberdeen            |

Aberdeen South ist ein Wahlkreis für das Britische Unterhaus. Er wurde 1885 geschaffen und deckt heute die südlichen Gebiete der Council Area Aberdeen ab. Im Laufe der Jahrzehnte änderten sich seine Grenzen jedoch mehrfach. Der deckungsgleiche Wahlkreis für das schottische Parlament wurde im Zuge der Wahlkreisreform vor den schottischen Parlamentswahlen 2011 abgeschafft und im Wesentlichen in den neugeschaffenen Wahlkreis Aberdeen South and North Kincardine übernommen. Der Wahlkreis entsendet einen Abgeordneten.

## Wahlergebnisse

### Unterhauswahlen 1885
| Ergebnisse der Unterhauswahlen 1885 | Ergebnisse der Unterhauswahlen 1885 | Ergebnisse der Unterhauswahlen 1885 | Ergebnisse der Unterhauswahlen 1885 |
| Partei                              | Kandidat                            | Stimmen                             | %                                   |
| ----------------------------------- | ----------------------------------- | ----------------------------------- | ----------------------------------- |
| Liberal                             | James Bryce                         | 4548                                | 75,8                                |
| Conservative                        | Colin McKenzie                      | 1455                                | 24,2                                |

### Unterhauswahlen 1886
Bryce entschied die Wahl ohne Gegenkandidat für sich.

### Unterhauswahlen 1892
| Ergebnisse der Unterhauswahlen 1892 | Ergebnisse der Unterhauswahlen 1892 | Ergebnisse der Unterhauswahlen 1892 | Ergebnisse der Unterhauswahlen 1892 |
| Partei                              | Kandidat                            | Stimmen                             | %                                   |
| ----------------------------------- | ----------------------------------- | ----------------------------------- | ----------------------------------- |
| Liberal                             | James Bryce                         | 3513                                | 56,0                                |
| Unionist                            | James S.G. McCullagh                | 1768                                | 28,2                                |
| Labour                              | Henry Hyde Champion                 | 991                                 | 15,8                                |

### Unterhauswahlen 1895
| Ergebnisse der Unterhauswahlen 1895 | Ergebnisse der Unterhauswahlen 1895 | Ergebnisse der Unterhauswahlen 1895 | Ergebnisse der Unterhauswahlen 1895 |
| Partei                              | Kandidat                            | Stimmen                             | %                                   |
| ----------------------------------- | ----------------------------------- | ----------------------------------- | ----------------------------------- |
| Liberal                             | James Bryce                         | 3985                                | 56,1                                |
| Liberal Unionist                    | David Stewart                       | 3121                                | 43,9                                |

### Unterhauswahlen 1900
| Ergebnisse der Unterhauswahlen 1900 | Ergebnisse der Unterhauswahlen 1900 | Ergebnisse der Unterhauswahlen 1900 | Ergebnisse der Unterhauswahlen 1900 | Ergebnisse der Unterhauswahlen 1900 |
| Partei                              | Kandidat                            | Stimmen                             | %                                   | ±                                   |
| ----------------------------------- | ----------------------------------- | ----------------------------------- | ----------------------------------- | ----------------------------------- |
| Liberal                             | James Bryce                         | 4238                                | 57,6                                | +1,5                                |
| Unionist                            | William Charles Smith               | 3121                                | 42,4                                | −1,5                                |

### Unterhauswahlen 1906
| Ergebnisse der Unterhauswahlen 1906 | Ergebnisse der Unterhauswahlen 1906 | Ergebnisse der Unterhauswahlen 1906 | Ergebnisse der Unterhauswahlen 1906 | Ergebnisse der Unterhauswahlen 1906 |
| Partei                              | Kandidat                            | Stimmen                             | %                                   | ±                                   |
| ----------------------------------- | ----------------------------------- | ----------------------------------- | ----------------------------------- | ----------------------------------- |
| Liberal                             | James Bryce                         | 6780                                | 74,4                                | +16,8                               |
| Unionist                            | W.G. Black                          | 2332                                | 25,6                                | −16,8                               |

### Nachwahlen 1907
Mit Bryce′ Berufung zum britischen Botschafter in den Vereinigten Staaten wurden im Wahlkreis Aberdeen South Neuwahlen nötig.
| Ergebnisse der Nachwahlen 1907 | Ergebnisse der Nachwahlen 1907 | Ergebnisse der Nachwahlen 1907 | Ergebnisse der Nachwahlen 1907 | Ergebnisse der Nachwahlen 1907 |
| Partei                         | Kandidat                       | Stimmen                        | %                              | ±                              |
| ------------------------------ | ------------------------------ | ------------------------------ | ------------------------------ | ------------------------------ |
| Liberal                        | George Birnie Esslemont        | 3779                           | 42,3                           | −32,1                          |
| Unionist                       | Ronald McNeill                 | 3421                           | 38,2                           | +11,6                          |
| Labour                         | F. Bramley                     | 1740                           | 19,5                           | +19,5                          |

### Unterhauswahlen Januar 1910
| Ergebnisse der Unterhauswahlen Januar 1910 | Ergebnisse der Unterhauswahlen Januar 1910 | Ergebnisse der Unterhauswahlen Januar 1910 | Ergebnisse der Unterhauswahlen Januar 1910 | Ergebnisse der Unterhauswahlen Januar 1910 |
| Partei                                     | Kandidat                                   | Stimmen                                    | %                                          | ±                                          |
| ------------------------------------------ | ------------------------------------------ | ------------------------------------------ | ------------------------------------------ | ------------------------------------------ |
| Liberal                                    | George Birnie Esslemont                    | 6749                                       | 60,4                                       | +18,1                                      |
| Conservative                               | Ronald McNeill                             | 4433                                       | 39,6                                       | +1,4                                       |

### Unterhauswahlen Dezember 1910
| Ergebnisse der Unterhauswahlen Dezember 1910 | Ergebnisse der Unterhauswahlen Dezember 1910 | Ergebnisse der Unterhauswahlen Dezember 1910 | Ergebnisse der Unterhauswahlen Dezember 1910 | Ergebnisse der Unterhauswahlen Dezember 1910 |
| Partei                                       | Kandidat                                     | Stimmen                                      | %                                            | ±                                            |
| -------------------------------------------- | -------------------------------------------- | -------------------------------------------- | -------------------------------------------- | -------------------------------------------- |
| Liberal                                      | George Birnie Esslemont                      | 5862                                         | 59,5                                         | −0,9                                         |
| Unionist                                     | William C. Smith                             | 3997                                         | 40,5                                         | +0,9                                         |

### Nachwahlen 1917
Nachdem Esslemont sein Mandat aus gesundheitlichen Gründen zurückgab, wurden im Wahlkreis Aberdeen South Neuwahlen nötig.
| Ergebnisse der Nachwahlen 1917 | Ergebnisse der Nachwahlen 1917 | Ergebnisse der Nachwahlen 1917 | Ergebnisse der Nachwahlen 1917 | Ergebnisse der Nachwahlen 1917 |
| Partei                         | Kandidat                       | Stimmen                        | %                              | ±                              |
| ------------------------------ | ------------------------------ | ------------------------------ | ------------------------------ | ------------------------------ |
| Liberal                        | John Fleming                   | 3283                           | 64,1                           | +4,6                           |
| Parteilos                      | J. Robertson Watson            | 1507                           | 29,4                           | +29,4                          |
| Parteilos                      | Frederick Pethick-Lawrence     | 333                            | 6,5                            | +6,5                           |

### Unterhauswahlen 1918
| Ergebnisse der Unterhauswahlen 1918 | Ergebnisse der Unterhauswahlen 1918 | Ergebnisse der Unterhauswahlen 1918 | Ergebnisse der Unterhauswahlen 1918 | Ergebnisse der Unterhauswahlen 1918 |
| Partei                              | Kandidat                            | Stimmen                             | %                                   | ±                                   |
| ----------------------------------- | ----------------------------------- | ----------------------------------- | ----------------------------------- | ----------------------------------- |
| Unionist                            | Frederick Thomson                   | 10.625                              | 62,4                                | +62,4                               |
| Liberal                             | John Fleming                        | 3535                                | 20,8                                | −43,3                               |
| Parteilos                           | J. Robertson Watson                 | 2868                                | 16,8                                | −12,6                               |

### Unterhauswahlen 1922
| Ergebnisse der Unterhauswahlen 1922 | Ergebnisse der Unterhauswahlen 1922 | Ergebnisse der Unterhauswahlen 1922 | Ergebnisse der Unterhauswahlen 1922 | Ergebnisse der Unterhauswahlen 1922 |
| Partei                              | Kandidat                            | Stimmen                             | %                                   | ±                                   |
| ----------------------------------- | ----------------------------------- | ----------------------------------- | ----------------------------------- | ----------------------------------- |
| Unionist                            | Frederick Thomson                   | 13.208                              | 58,0                                | −4,4                                |
| Liberal                             | Charles Mallet                      | 9573                                | 42,0                                | +21,2                               |

### Unterhauswahlen 1923
| Ergebnisse der Unterhauswahlen 1923 | Ergebnisse der Unterhauswahlen 1923 | Ergebnisse der Unterhauswahlen 1923 | Ergebnisse der Unterhauswahlen 1923 | Ergebnisse der Unterhauswahlen 1923 |
| Partei                              | Kandidat                            | Stimmen                             | %                                   | ±                                   |
| ----------------------------------- | ----------------------------------- | ----------------------------------- | ----------------------------------- | ----------------------------------- |
| Unionist                            | Frederick Thomson                   | 11.258                              | 47,3                                | −10,7                               |
| Labour                              | John Paton                          | 6911                                | 29,0                                | +29,0                               |
| Liberal                             | Charles Mallet                      | 5641                                | 23,7                                | −18,3                               |

### Unterhauswahlen 1924
| Ergebnisse der Unterhauswahlen 1924 | Ergebnisse der Unterhauswahlen 1924 | Ergebnisse der Unterhauswahlen 1924 | Ergebnisse der Unterhauswahlen 1924 | Ergebnisse der Unterhauswahlen 1924 |
| Partei                              | Kandidat                            | Stimmen                             | %                                   | ±                                   |
| ----------------------------------- | ----------------------------------- | ----------------------------------- | ----------------------------------- | ----------------------------------- |
| Unionist                            | Frederick Thomson                   | 16.092                              | 60,1                                | +12,8                               |
| Labour                              | G. Archibald                        | 10.699                              | 39,9                                | +10,9                               |

### Unterhauswahlen 1929
| Ergebnisse der Unterhauswahlen 1929 | Ergebnisse der Unterhauswahlen 1929 | Ergebnisse der Unterhauswahlen 1929 | Ergebnisse der Unterhauswahlen 1929 | Ergebnisse der Unterhauswahlen 1929 |
| Partei                              | Kandidat                            | Stimmen                             | %                                   | ±                                   |
| ----------------------------------- | ----------------------------------- | ----------------------------------- | ----------------------------------- | ----------------------------------- |
| Unionist                            | Frederick Thomson                   | 21.548                              | 60,8                                | +0,7                                |
| Labour                              | W.H.P. Martin                       | 13.868                              | 39,2                                | −0,7                                |

### Unterhauswahlen 1931
| Ergebnisse der Unterhauswahlen 1931 | Ergebnisse der Unterhauswahlen 1931 | Ergebnisse der Unterhauswahlen 1931 | Ergebnisse der Unterhauswahlen 1931 | Ergebnisse der Unterhauswahlen 1931 |
| Partei                              | Kandidat                            | Stimmen                             | %                                   | ±                                   |
| ----------------------------------- | ----------------------------------- | ----------------------------------- | ----------------------------------- | ----------------------------------- |
| Unionist                            | Frederick Thomson                   | 33.988                              | 83,7                                | +22,9                               |
| Labour                              | G. Catto                            | 6627                                | 16,3                                | −22,9                               |

### Nachwahlen 1935
Auf Grund des Ablebens von Frederick Thomson wurden im Wahlkreis Aberdeen South Nachwahlen nötig.
| Ergebnisse der Nachwahlen 1935 | Ergebnisse der Nachwahlen 1935 | Ergebnisse der Nachwahlen 1935 | Ergebnisse der Nachwahlen 1935 | Ergebnisse der Nachwahlen 1935 |
| Partei                         | Kandidat                       | Stimmen                        | %                              | ±                              |
| ------------------------------ | ------------------------------ | ------------------------------ | ------------------------------ | ------------------------------ |
| Unionist                       | Douglas Thomson                | 20.925                         | 66,0                           | −17,7                          |
| Labour                         | Joseph F. Duncan               | 10.760                         | 34,0                           | +17,7                          |

### Unterhauswahlen 1935
| Ergebnisse der Unterhauswahlen 1935 | Ergebnisse der Unterhauswahlen 1935 | Ergebnisse der Unterhauswahlen 1935 | Ergebnisse der Unterhauswahlen 1935 | Ergebnisse der Unterhauswahlen 1935 |
| Partei                              | Kandidat                            | Stimmen                             | %                                   | ±                                   |
| ----------------------------------- | ----------------------------------- | ----------------------------------- | ----------------------------------- | ----------------------------------- |
| Unionist                            | Douglas Thomson                     | 25.270                              | 68,1                                | +2,1                                |
| Labour                              | G.R. McIntosh                       | 11.817                              | 31,9                                | −2,1                                |

### Unterhauswahlen 1945
| Ergebnisse der Unterhauswahlen 1945 | Ergebnisse der Unterhauswahlen 1945 | Ergebnisse der Unterhauswahlen 1945 | Ergebnisse der Unterhauswahlen 1945 | Ergebnisse der Unterhauswahlen 1945 |
| Partei                              | Kandidat                            | Stimmen                             | %                                   | ±                                   |
| ----------------------------------- | ----------------------------------- | ----------------------------------- | ----------------------------------- | ----------------------------------- |
| Unionist                            | Douglas Thomson                     | 19.214                              | 46,7                                | −21,4                               |
| Labour                              | W. McLaine                          | 17.398                              | 42,3                                | +10,4                               |
| Liberal                             | James Logie Milne                   | 4501                                | 11,0                                | +11,0                               |

### Nachwahlen 1946
Nach der Rückgabe des Mandats von Douglas Thomson wurden im Wahlkreis Aberdeen South Nachwahlen nötig.
| Ergebnisse der Nachwahlen 1946 | Ergebnisse der Nachwahlen 1946 | Ergebnisse der Nachwahlen 1946 | Ergebnisse der Nachwahlen 1946 | Ergebnisse der Nachwahlen 1946 |
| Partei                         | Kandidat                       | Stimmen                        | %                              | ±                              |
| ------------------------------ | ------------------------------ | ------------------------------ | ------------------------------ | ------------------------------ |
| Conservative                   | Priscilla Buchan               | 21.750                         | 54,8                           | +8,1                           |
| Labour                         | Arthur Irvine                  | 17.911                         | 45,2                           | +2,9                           |

### Unterhauswahlen 1950
| Ergebnisse der Unterhauswahlen 1950 | Ergebnisse der Unterhauswahlen 1950 | Ergebnisse der Unterhauswahlen 1950 | Ergebnisse der Unterhauswahlen 1950 | Ergebnisse der Unterhauswahlen 1950 |
| Partei                              | Kandidat                            | Stimmen                             | %                                   | ±                                   |
| ----------------------------------- | ----------------------------------- | ----------------------------------- | ----------------------------------- | ----------------------------------- |
| Conservative                        | Priscilla Buchan                    | 26.128                              | 53,7                                | −1,1                                |
| Labour                              | O. Crutchley                        | 17.302                              | 35,5                                | −9,7                                |
| Liberal                             | Richard Thomas Pirie                | 5248                                | 10,8                                | +10,8                               |

### Unterhauswahlen 1951
| Ergebnisse der Unterhauswahlen 1951 | Ergebnisse der Unterhauswahlen 1951 | Ergebnisse der Unterhauswahlen 1951 | Ergebnisse der Unterhauswahlen 1951 | Ergebnisse der Unterhauswahlen 1951 |
| Partei                              | Kandidat                            | Stimmen                             | %                                   | ±                                   |
| ----------------------------------- | ----------------------------------- | ----------------------------------- | ----------------------------------- | ----------------------------------- |
| Conservative                        | Priscilla Buchan                    | 28.947                              | 58,8                                | +5,1                                |
| Labour                              | S. Shaw                             | 20.325                              | 41,2                                | +5,7                                |

### Unterhauswahlen 1955
| Ergebnisse der Unterhauswahlen 1955 | Ergebnisse der Unterhauswahlen 1955 | Ergebnisse der Unterhauswahlen 1955 | Ergebnisse der Unterhauswahlen 1955 | Ergebnisse der Unterhauswahlen 1955 |
| Partei                              | Kandidat                            | Stimmen                             | %                                   | ±                                   |
| ----------------------------------- | ----------------------------------- | ----------------------------------- | ----------------------------------- | ----------------------------------- |
| Conservative                        | Priscilla Buchan                    | 26.817                              | 57,7                                | −1,1                                |
| Labour                              | C. Hart                             | 20.325                              | 42,3                                | +1,1                                |

### Unterhauswahlen 1959
| Ergebnisse der Unterhauswahlen 1959 | Ergebnisse der Unterhauswahlen 1959 | Ergebnisse der Unterhauswahlen 1959 | Ergebnisse der Unterhauswahlen 1959 | Ergebnisse der Unterhauswahlen 1959 |
| Partei                              | Kandidat                            | Stimmen                             | %                                   | ±                                   |
| ----------------------------------- | ----------------------------------- | ----------------------------------- | ----------------------------------- | ----------------------------------- |
| Conservative                        | Priscilla Buchan                    | 25.471                              | 53,8                                | −3,9                                |
| Labour                              | Peter Doig                          | 17.349                              | 36,6                                | −5,7                                |
| Liberal                             | Elma Tryphosa Dangerfield           | 4558                                | 9,6                                 | +9,6                                |

### Unterhauswahlen 1964
| Ergebnisse der Unterhauswahlen 1964 | Ergebnisse der Unterhauswahlen 1964 | Ergebnisse der Unterhauswahlen 1964 | Ergebnisse der Unterhauswahlen 1964 | Ergebnisse der Unterhauswahlen 1964 |
| Partei                              | Kandidat                            | Stimmen                             | %                                   | ±                                   |
| ----------------------------------- | ----------------------------------- | ----------------------------------- | ----------------------------------- | ----------------------------------- |
| Conservative                        | Priscilla Buchan                    | 25.824                              | 50,0                                | −3,8                                |
| Labour                              | Donald Dewar                        | 21.926                              | 42,5                                | +5,9                                |
| SNP                                 | John Reid                           | 3898                                | 7,6                                 | +7,6                                |

### Unterhauswahlen 1966
| Ergebnisse der Unterhauswahlen 1966 | Ergebnisse der Unterhauswahlen 1966 | Ergebnisse der Unterhauswahlen 1966 | Ergebnisse der Unterhauswahlen 1966 | Ergebnisse der Unterhauswahlen 1966 |
| Partei                              | Kandidat                            | Stimmen                             | %                                   | ±                                   |
| ----------------------------------- | ----------------------------------- | ----------------------------------- | ----------------------------------- | ----------------------------------- |
| Labour                              | Donald Dewar                        | 23.291                              | 46,1                                | +3,6                                |
| Conservative                        | Priscilla Buchan                    | 21.492                              | 42,5                                | −7,5                                |
| Liberal                             | Norman W. King                      | 5797                                | 11,5                                | +11,5                               |

### Unterhauswahlen 1970
| Ergebnisse der Unterhauswahlen 1970 | Ergebnisse der Unterhauswahlen 1970 | Ergebnisse der Unterhauswahlen 1970 | Ergebnisse der Unterhauswahlen 1970 | Ergebnisse der Unterhauswahlen 1970 |
| Partei                              | Kandidat                            | Stimmen                             | %                                   | ±                                   |
| ----------------------------------- | ----------------------------------- | ----------------------------------- | ----------------------------------- | ----------------------------------- |
| Conservative                        | Iain Sproat                         | 23.843                              | 45,4                                | +2,9                                |
| Labour                              | Donald Dewar                        | 22.754                              | 43,3                                | −2,8                                |
| Liberal                             | K.J.B.S. McLeod                     | 3135                                | 6,0                                 | −5,5                                |
| SNP                                 | B.M. Cockie                         | 2777                                | 5,3                                 | +5,3                                |

### Unterhauswahlen Februar 1974
| Ergebnisse der Unterhauswahlen Februar 1974 | Ergebnisse der Unterhauswahlen Februar 1974 | Ergebnisse der Unterhauswahlen Februar 1974 | Ergebnisse der Unterhauswahlen Februar 1974 | Ergebnisse der Unterhauswahlen Februar 1974 |
| Partei                                      | Kandidat                                    | Stimmen                                     | %                                           | ±                                           |
| ------------------------------------------- | ------------------------------------------- | ------------------------------------------- | ------------------------------------------- | ------------------------------------------- |
| Conservative                                | Iain Sproat                                 | 21.938                                      | 39,6                                        | −5,8                                        |
| Labour                                      | R. Middleton                                | 18.380                                      | 33,2                                        | −10,1                                       |
| SNP                                         | A. Stronach                                 | 7599                                        | 13,7                                        | +8,4                                        |
| Liberal                                     | A. Robbie                                   | 7447                                        | 13,5                                        | +7,5                                        |

### Unterhauswahlen Oktober 1974
| Ergebnisse der Unterhauswahlen Oktober 1974 | Ergebnisse der Unterhauswahlen Oktober 1974 | Ergebnisse der Unterhauswahlen Oktober 1974 | Ergebnisse der Unterhauswahlen Oktober 1974 | Ergebnisse der Unterhauswahlen Oktober 1974 |
| Partei                                      | Kandidat                                    | Stimmen                                     | %                                           | ±                                           |
| ------------------------------------------- | ------------------------------------------- | ------------------------------------------- | ------------------------------------------- | ------------------------------------------- |
| Conservative                                | Iain Sproat                                 | 18.475                                      | 35,5                                        | −4,1                                        |
| Labour                                      | R. Middleton                                | 18.110                                      | 34,8                                        | +1,6                                        |
| SNP                                         | A. Stronach                                 | 10.481                                      | 20,1                                        | +6,4                                        |
| Liberal                                     | A. Robbie                                   | 5018                                        | 9,6                                         | −3,9                                        |

### Unterhauswahlen 1979
| Ergebnisse der Unterhauswahlen 1979 | Ergebnisse der Unterhauswahlen 1979 | Ergebnisse der Unterhauswahlen 1979 | Ergebnisse der Unterhauswahlen 1979 | Ergebnisse der Unterhauswahlen 1979 |
| Partei                              | Kandidat                            | Stimmen                             | %                                   | ±                                   |
| ----------------------------------- | ----------------------------------- | ----------------------------------- | ----------------------------------- | ----------------------------------- |
| Conservative                        | Iain Sproat                         | 20.820                              | 40,7                                | +5,2                                |
| Labour                              | N.A. Goodman                        | 20.048                              | 39,2                                | +4,4                                |
| Liberal                             | H. Pitt-Watson                      | 5901                                | 11,5                                | +1,9                                |
| SNP                                 | A. Stronach                         | 4361                                | 8,5                                 | −11,6                               |

### Unterhauswahlen 1983
| Ergebnisse der Unterhauswahlen 1983 | Ergebnisse der Unterhauswahlen 1983 | Ergebnisse der Unterhauswahlen 1983 | Ergebnisse der Unterhauswahlen 1983 | Ergebnisse der Unterhauswahlen 1983 |
| Partei                              | Kandidat                            | Stimmen                             | %                                   | ±                                   |
| ----------------------------------- | ----------------------------------- | ----------------------------------- | ----------------------------------- | ----------------------------------- |
| Conservative                        | Gerry Malone                        | 7426                                | 38,9                                | −1,8                                |
| Labour                              | R. Middleton                        | 11.812                              | 29,9                                | −9,3                                |
| SDP                                 | I. G. Philip                        | 10.372                              | 26,2                                | +26,2                               |
| SNP                                 | A. Stronach                         | 1974                                | 5,0                                 | −3,5                                |

### Unterhauswahlen 1987
| Ergebnisse der Unterhauswahlen 1987 | Ergebnisse der Unterhauswahlen 1987 | Ergebnisse der Unterhauswahlen 1987 | Ergebnisse der Unterhauswahlen 1987 | Ergebnisse der Unterhauswahlen 1987 |
| Partei                              | Kandidat                            | Stimmen                             | %                                   | ±                                   |
| ----------------------------------- | ----------------------------------- | ----------------------------------- | ----------------------------------- | ----------------------------------- |
| Labour                              | Frank Doran                         | 15.917                              | 37,7                                | +7,8                                |
| Conservative                        | Gerry Malone                        | 14.719                              | 34,8                                | +4,1                                |
| SDP                                 | I. G. Philip                        | 8844                                | 20,9                                | −5,3                                |
| SNP                                 | Mike Weir                           | 2776                                | 6,6                                 | +1,6                                |

### Unterhauswahlen 1992
| Ergebnisse der Unterhauswahlen 1992 | Ergebnisse der Unterhauswahlen 1992 | Ergebnisse der Unterhauswahlen 1992 | Ergebnisse der Unterhauswahlen 1992 | Ergebnisse der Unterhauswahlen 1992 |
| Partei                              | Kandidat                            | Stimmen                             | %                                   | ±                                   |
| ----------------------------------- | ----------------------------------- | ----------------------------------- | ----------------------------------- | ----------------------------------- |
| Conservative                        | Raymond Robertson                   | 15.808                              | 38,5                                | +3,7                                |
| Labour                              | Frank Doran                         | 14.291                              | 34,8                                | −2,9                                |
| SNP                                 | James C. Davidson                   | 6223                                | 15,2                                | +8,6                                |
| Liberal Democrats                   | Irene Keith                         | 4767                                | 11,6                                | +11,6                               |

### Unterhauswahlen 1997
| Ergebnisse der Unterhauswahlen 1997 | Ergebnisse der Unterhauswahlen 1997 | Ergebnisse der Unterhauswahlen 1997 | Ergebnisse der Unterhauswahlen 1997 | Ergebnisse der Unterhauswahlen 1997 |
| Partei                              | Kandidat                            | Stimmen                             | %                                   | ±                                   |
| ----------------------------------- | ----------------------------------- | ----------------------------------- | ----------------------------------- | ----------------------------------- |
| Labour                              | Anne Begg                           | 15.541                              | 35,3                                | +0,5                                |
| Liberal Democrats                   | Nicol Stephen                       | 12.176                              | 27,6                                | +16,0                               |
| Conservative                        | Raymond Robertson                   | 11.621                              | 26,4                                | −12,1                               |
| SNP                                 | Jim Towers                          | 4299                                | 9,8                                 | −5,4                                |
| Referendum Party                    | Rick Wharton                        | 425                                 | 1,0                                 | +1,0                                |

### Unterhauswahlen 2001
| Ergebnisse der Unterhauswahlen 2001 | Ergebnisse der Unterhauswahlen 2001 | Ergebnisse der Unterhauswahlen 2001 | Ergebnisse der Unterhauswahlen 2001 | Ergebnisse der Unterhauswahlen 2001 |
| Partei                              | Kandidat                            | Stimmen                             | %                                   | ±                                   |
| ----------------------------------- | ----------------------------------- | ----------------------------------- | ----------------------------------- | ----------------------------------- |
| Labour                              | Anne Begg                           | 14.696                              | 39,8                                | +4,5                                |
| Liberal Democrats                   | Ian Yuill                           | 10.308                              | 27,9                                | +0,3                                |
| Conservative                        | Moray Macdonald                     | 7098                                | 19,2                                | −7,2                                |
| SNP                                 | Ian Angus                           | 4293                                | 11,6                                | +1,8                                |
| Socialist                           | David Watt                          | 495                                 | 1,3                                 | +0,3                                |

### Unterhauswahlen 2005
| Ergebnisse der Unterhauswahlen 2005 | Ergebnisse der Unterhauswahlen 2005 | Ergebnisse der Unterhauswahlen 2005 | Ergebnisse der Unterhauswahlen 2005 | Ergebnisse der Unterhauswahlen 2005 |
| Partei                              | Kandidat                            | Stimmen                             | %                                   | ±                                   |
| ----------------------------------- | ----------------------------------- | ----------------------------------- | ----------------------------------- | ----------------------------------- |
| Labour                              | Anne Begg                           | 15.272                              | 36,7                                | −3,1                                |
| Liberal Democrats                   | Vicki Harris                        | 13.924                              | 33,5                                | +5,6                                |
| Conservative                        | Stewart Whyte                       | 7134                                | 17,1                                | −2,1                                |
| SNP                                 | Maureen Watt                        | 4120                                | 9,9                                 | −1,7                                |
| Green                               | Rhonda Reekie                       | 768                                 | 1,9                                 | +1,9                                |
| Socialist                           | Donald Munro                        | 403                                 | 1,0                                 | −0,3                                |

### Unterhauswahlen 2010
| Ergebnisse der Unterhauswahlen 2010 | Ergebnisse der Unterhauswahlen 2010 | Ergebnisse der Unterhauswahlen 2010 | Ergebnisse der Unterhauswahlen 2010 | Ergebnisse der Unterhauswahlen 2010 |
| Partei                              | Kandidat                            | Stimmen                             | %                                   | ±                                   |
| ----------------------------------- | ----------------------------------- | ----------------------------------- | ----------------------------------- | ----------------------------------- |
| Labour                              | Anne Begg                           | 15.722                              | 36,5                                | −0,2                                |
| Liberal Democrats                   | John Sleigh                         | 12.216                              | 28,4                                | −5,1                                |
| Conservative                        | Amanda Harvie                       | 8914                                | 20,7                                | +3,6                                |
| SNP                                 | Mark McDonald                       | 5102                                | 11,9                                | +2,0                                |
| BNP                                 | Susan Ross                          | 529                                 | 1,2                                 | +1,2                                |
| Green                               | Rhonda Reekie                       | 413                                 | 1,0                                 | −0,9                                |
| SACL                                | Robert Green                        | 138                                 | 0,3                                 | +0,3                                |

### Unterhauswahlen 2015
| Ergebnisse der Unterhauswahlen 2015 | Ergebnisse der Unterhauswahlen 2015 | Ergebnisse der Unterhauswahlen 2015 | Ergebnisse der Unterhauswahlen 2015 | Ergebnisse der Unterhauswahlen 2015 |
| Partei                              | Kandidat                            | Stimmen                             | %                                   | ±                                   |
| ----------------------------------- | ----------------------------------- | ----------------------------------- | ----------------------------------- | ----------------------------------- |
| SNP                                 | Callum McCaig                       | 20.221                              | 41,6                                | +29,8                               |
| Labour                              | Anne Begg                           | 12.991                              | 26,8                                | −9,7                                |
| Conservative                        | Ross Thomson                        | 11.087                              | 22,8                                | +2,1                                |
| Liberal Democrats                   | Denis Rixson                        | 2252                                | 4,6                                 | −23,8                               |
| Green                               | Dan Yeats                           | 964                                 | 2,0                                 | +1,0                                |
| UKIP                                | Sandra Skinner                      | 897                                 | 1,8                                 | +1,8                                |
| Parteilos                           | Christopher Gray                    | 139                                 | 0,3                                 | +0,3                                |

### Unterhauswahlen 2017
| Ergebnisse der Unterhauswahlen 2017 | Ergebnisse der Unterhauswahlen 2017 | Ergebnisse der Unterhauswahlen 2017 | Ergebnisse der Unterhauswahlen 2017 | Ergebnisse der Unterhauswahlen 2017 |
| Partei                              | Kandidat                            | Stimmen                             | %                                   | ±                                   |
| ----------------------------------- | ----------------------------------- | ----------------------------------- | ----------------------------------- | ----------------------------------- |
| Conservative                        | Ross Thomson                        | 18.746                              | 42,1                                | +19,3                               |
| SNP                                 | Callum McCaig                       | 13.994                              | 31,5                                | −10,1                               |
| Labour                              | Callum O’Dwyer                      | 9143                                | 20,6                                | −6,2                                |
| Liberal Democrats                   | Jenny Wilson                        | 2600                                | 5,8                                 | +1,2                                |

### Unterhauswahlen 2019
| Ergebnisse der Unterhauswahl 2019 | Ergebnisse der Unterhauswahl 2019 | Ergebnisse der Unterhauswahl 2019 | Ergebnisse der Unterhauswahl 2019 | Ergebnisse der Unterhauswahl 2019 |
| Partei                            | Kandidat                          | Stimmen                           | %                                 | ±                                 |
| --------------------------------- | --------------------------------- | --------------------------------- | --------------------------------- | --------------------------------- |
| SNP                               | Stephen Flynn                     | 20.388                            | 44,7                              | +13,2                             |
| Conservative                      | Douglas Lumsden                   | 16.398                            | 35,9                              | −6,2                              |
| Liberal Democrats                 | Jenny Wilson                      | 5.018                             | 11,0                              | +5,1                              |
| Labour                            | Shona Simpson                     | 3.834                             | 8,4                               | −12,1                             |